# Доња Трстеница
Доња Трстеница је насељено мјесто на подручју града Глине, Банија, Република Хрватска.

## Историја
Доња Трстеница се од распада Југославије до августа 1995. године налазила у Републици Српској Крајини.

## Становништво
| Националност       | 1991.     |
| Хрвати             | 26 (100%) |
| Срби               |           |
| Југословени        |           |
| остали и непознато |           |
| Укупно             | 26        |

| Демографија | Демографија | Демографија |
| Година      | Становника  | Становника  |
| ----------- | ----------- | ----------- |
| 1971.       | 124         |             |
| 1981.       | 48          |             |
| 1991.       | 26          |             |
| 2001.       | 3           |             |
| 2011.       |             | 0           |